# Sekwana-Saint-Denis
Sekwana-Saint-Denis (fr. Seine-Saint-Denis, wymowaⓘ [sɛnsɛ̃dˈni]) – francuski departament położony w regionie Île-de-France, w północno-wschodniej części aglomeracji paryskiej. Ośrodkiem administracyjnym (prefekturą) departamentu jest Bobigny. Departament oznaczony jest numerem 93. Został utworzony 1 stycznia 1968 roku.
W skład departamentu wchodzą 3 okręgi (arrondissements), które dzielą się z kolei na 40 kantonów i tyle samo gmin (lista).

## Miejscowości
Miejscowości departamentu (w nawiasach liczba ludności w 2021 roku):

- Saint-Denis (113 942)
- Montreuil (111 455)
- Aubervilliers (90 071)
- Aulnay-sous-Bois (86 135)
- Drancy (71 363)
- Noisy-le-Grand (70 374)
- Pantin (60 800)
- Le Blanc-Mesnil (58 257)
- Bobigny (55 056)
- Épinay-sur-Seine (53 489)
- Saint-Ouen-sur-Seine (53 207)
- Bondy (52 905)
- Sevran (51 845)
- La Courneuve (47 160)
- Noisy-le-Sec (46 094)
- Livry-Gargan (46 028)
- Rosny-sous-Bois (45 655)
- Stains (40 359)
- Gagny (40 189)
- Bagnolet (39 366)
- Villepinte (38 725)
- Neuilly-sur-Marne (37 531)
- Tremblay-en-France (37 271)
- Romainville (33 266)
- Pierrefitte-sur-Seine (32 379)
- Villemomble (30 332)
- Clichy-sous-Bois (29 735)
- Montfermeil (27 980)
- Les Pavillons-sous-Bois (24 165)
- Les Lilas (23 469)
- Neuilly-Plaisance (21 415)
- Le Pré-Saint-Gervais (16 865)
- Le Raincy (14 877)
- Le Bourget (14 832)
- Villetaneuse (12 663)
- Dugny (11 328)
- L’Île-Saint-Denis (8664)
- Vaujours (7478)
- Gournay-sur-Marne (6882)
- Coubron (5063)

## Polityka
Rada Generalna departamentu liczy 40 radców generalnych, obecnie (do wyborów kantonalnych w marcu 2008) to 15 komunistów, 15 socjalistów (w tym 1 Zielony i 1 z DVG) i 10 przedstawicieli prawicy. Przewodniczącym Rady Generalnej jest Hervé Bramy z PCF. Komuniści sprawują tę funkcję nieprzerwanie od utworzenia departamentu w 1967.
W Zgromadzeniu Narodowym departament reprezentowany jest m.in. przez socjalistę Claude’a Bartolone’a wybranego w wyborach 2007 roku w 6. okręgu (Bagnolet, Pré-Saint-Gervais, Les Lilas oraz Pantin).